# ناحیه بلاف اسپرینگز، شهرستان کاس، ایلینوی
ناحیه بلاف اسپرینگز، شهرستان کاس، ایلینوی (به انگلیسی: Bluff Springs Township) یک منطقهٔ مسکونی در ایالات متحده آمریکا است که در شهرستان کاس، ایلینوی واقع شده‌است. ناحیه بلاف اسپرینگز ۸۸۸ نفر جمعیت دارد و ۱۳۴ متر بالاتر از سطح دریا واقع شده‌است.